# Sent Avit de Tardas
Sent Avit de Tarda (en francès Saint-Avit-de-Tardes) és una comuna (municipi) de França, a la regió de la Nova Aquitània, departament de la Cruesa, al districte i cantó d'Aubusson.
La seva població al cens de 1999 era de 171 habitants. Està integrada a la Communauté de communes d'Aubusson-Felletin.

## Demografia
| 1968 | 1975 | 1982 | 1990 | 1999 |
| ---- | ---- | ---- | ---- | ---- |
| 284  | 248  | 212  | 206  | 171  |

## Administració
| Període   | Identitat        | Partit |
| --------- | ---------------- | ------ |
| 2001-2008 | Pierrette Legros |        |
| 2008-     | Pascal Devars    |        |